# 特拉馬格斯 (康乃狄克州)
特拉馬格斯（英語：Teramuggus）是位於美國康乃狄克州哈特福縣的一個人口普查指定地區。

## 地理
特拉馬格斯的座標為41°38′06″N 72°28′13″W / 41.63500°N 72.47028°W，而該地最高點為海拔高度141米（即463英尺）。

## 人口
根據2010年美國人口普查的數據，特拉馬格斯的面積為3.31平方千米，當中陸地面積為2.98平方千米，而水域面積為0.33平方千米。當地共有人口1025人，而人口密度為每平方千米309人。